# Ушкодження мозку

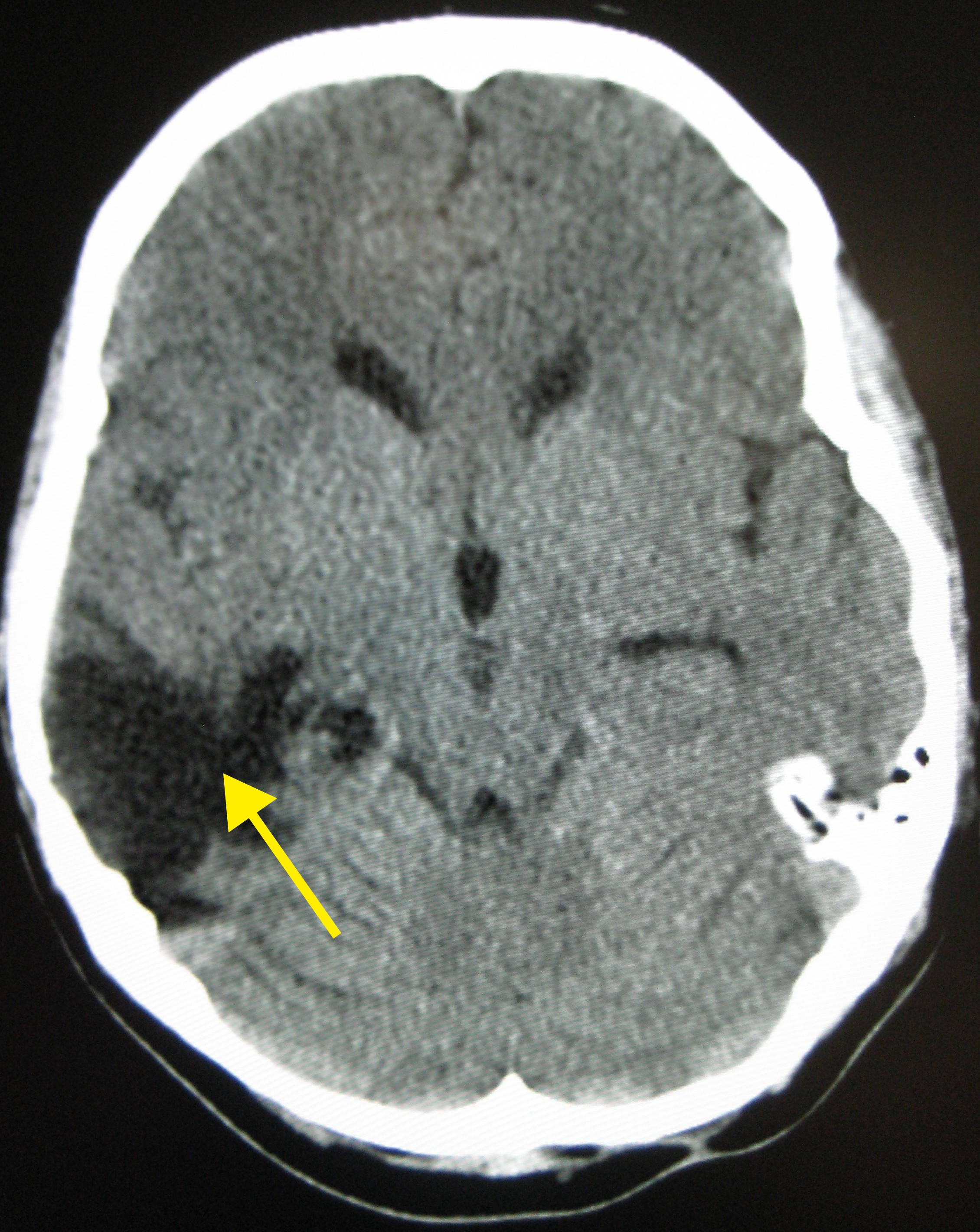
Зображення комп'ютерної томографії роками після того, як сталася черепно-мозкова травма, де показана порожня ділянка де відбулося пошкодження (відмічено стрілкою).

Ушкодження мозку, нейротравма або мозкова травма — це руйнування або дегенерація клітин мозку. Ушкодження мозку може статися із багатьох причин зовнішнього характеру. У загальному випадку, пошкодження мозку належить до значного, недискримінаційного пошкодження, викликаного травмою, в той час, як селективне пошкодження нейронів хімічними речовинами називають нейротоксичністю.
Це поняття є загальним для великої кількості різного типу ушкоджень таких як Черепно-мозкова травма (ЧМТ), що є наслідком фізичної травми або травми голови від зовнішнього фактора, і терміна Надбане ушкодження мозку, що використовується у певних контекстах, аби відрізнити ушкодження мозку, які виникають після Народження від травм, генетичних порушень, або від вад розвитку.
Відповідно до останніх результатів медичних і реабілітаційних спостережень існує механізм реорганізації роботи мозку при таких ушкодженнях, що називається 'нейропластичність'. Це часто призводить до того, що синапси організують альтернативні маршрути в мережі, аби відновити попередні звички. Нейропластичність це властивість мозку реорганізовувати свою структуру, утворюючи нові нейронні зв'язки протягом життя.

## Ознаки і симптоми
Симптоми ушкодження головного мозку залежать від тяжкості травми і того, який вплив вони чинять на мозок. Існує три категорії класифікації ступінь ушкодження: це м'які, середні і важкі ушкодження.

### Легкі ушкодження мозку
До симптомів легкого ушкодження мозку належать головний біль, затьмарення розуму, тінітус, втому, порушення сну, настрою чи поведінки. До інших симптомів належать проблеми із пам'яттю, концентрацією, увагою або мисленням. Ментальна втома є типовою для ситуацій виснаження і пацієнт може не пов'язувати її із попереднім (незначним) інцидентом. Нарколепсія і порушення сну можуть бути типовими хибними діагнозами в такому випадку.

### Помірні/важкі ушкодження головного мозку
До когнітивних симптомів належать сплутування думок, агресивність, ненормальна поведінка, невиразна мова, коматозний стан або інші порушення свідомості. До фізичних симптомів належать головний біль, який не зникає або гіршає, блювота або нудота, судоми, ненормальне розширення очей, неможливість пробудити людину із сну, слабкість кінцівок і втрата координації.

### Симптоми в дітей
До симптомів у дітей належать зміни у звичках споживання їжі, стійке роздратування або смуток, порушення уваги, неспокійний сон, або втрату інтересу до іграшок.

### Місце ушкодження мозку передбачає симптоми
Симптоми ушкодження мозку можуть також залежати від місця травми, і внаслідок цього порушення є специфічним для даної частини ураженого мозку. Величина пошкодження часто пов'язана із тяжкістю, одужанням і охопленням. Пошкодження часто призводять до порушень чи інвалідності, які можуть значно відрізнятися за ступенем тяжкості.
У випадках важкого пошкодження мозку, дуже імовірність існування областей із постійним порушенням функціонування є великою, включаючи нейрокогнітивну недостатність, марення (часто, які є специфічними, монотематичними мареннями), проблеми мови або руху, і інтелектуальна недостатність. Також можливі індивідуальні зміни. Найважчі випадки призводять до коми або навіть до постійного вегетативного стану. Навіть легкий інцидент може мати довготривалі наслідки або викликати симптоми, які проявлятимуться через кілька років.
Дослідження показують, що існує кореляція між ушкодженнями мозку і мовою і розладами, що належать до цієї категорії. Афазія Верніке пов'язана із аномією, утворення невідомих слів (неологізм), і проблеми із розумінням. Симптоми афазії Верінке виникають при травмуванні заднього відділу верхньої скроневої звивини.
Пошкодження центру Брока як правило призводить до таких симптомів як опускання при спілкуванні функціональних слів (аграматизм), зміни у вимові звуків, дислексію, дисграфію, і проблеми із розумінням і продуктивністю. Афазія Брока свідчить що ушкодження задньої внутрішньої фронтальної звивини мозку.
Погіршення, які викликані травмою певної ділянки мозку не обов'язково означають, що пошкоджена ділянка мозку відповідає за когнітивний процес, який було порушено. Наприклад, при чистій алексії, здатність читати порушується при ушкодженні двох областей: лівої зорової області і зв'язку між правою візуальною областю і мовними областями (область Брока та область Верніке). Однак, це не означає, що той хто страждає від чистої алексії не має здатності розуміти мову, а лише не існує зв'язку між робочою зоровою корою і областями, що відповідають за мову—і як показують факти хворі на чисту алексію залишають здатність писати, говорити і навіть переписувати листи не розуміючи їх змісту.

## Реакція тіла на ушкодження мозку
На відміну від деяких більш очевидних наслідків які має ушкодження мозку, тіло також має мало помітні фізичні реакції, які важче ідентифікувати. Як правило їх визначає лікар і вони є нормальною фізичною реакцією організму на ушкодження мозку. Відомо, що організм у відповідь на ушкодження мозку продукує цитокіни. Вони несуть різноманітні дії які можуть викликати, посилювати, опосередковувати і /або пригнічувати пошкодження і відновлення клітин. TGFβ ймовірно вносять насамперед нейрозахисну дію, а TNFα може сприяти пошкодженню нейронів і мати захисну дію. IL-1 є опосередкованим фактором при ішемічній, екситотоксичній та фізичній черепно-мозкових травмах, який ймовірно, має різноманітний вплив на глію, нейрони і судинну систему. Цитокіни можуть бути корисними з точки зору відкриття нових терапевтичних стратегій. На сьогодні[коли?] вони є предметом клінічних досліджень.